# Damasławek (stacja kolejowa)
Damasławek – stacja kolejowa w Damasławku, w powiecie wągrowieckim, w województwie wielkopolskim, w Polsce. Obsługuje ruch towarowy.

## Historia
Została otwarta w 1887 razem z linią z Gniezna do Nakła nad Notecią. W 1889 została otwarta kolejna linia z Inowrocławia do Wągrowca, na której ruch pasażerski zawieszono w roku 1996. Ruch na odcinku Gniezno-Nakło nad Notecią utrzymał się do 23 czerwca 2000.

## Infrastruktura
Budynek dworcowy pochodzi z 1900. Po zbudowaniu zawierał m.in. bar i mieszkanie zawiadowcy. Z peronami połączony był przejściem podziemnym. Na stacji istniała wieża wodna, nastawnia, ładownia i magazyn. Stacja obsługiwała m.in. wywóz soli z kopalni w Wapnie. Budynki mieszkaniowe dla kolejarzy zbudowano m.in. przy ulicach Kcyńskiej i Dworcowej. Linię nr 281 zamierzano w latach 70. XX wieku rozbudować — dodać drugi tor i zelektryfikować — ale plany te zarzucono, mimo poczynienia pierwszych kroków inwestycyjnych.